# Luis Ayala
Luis Alberto Ayala, född 18 september 1932 i Santiago, död 4 september 2024 i Houston, Texas, var en chilensk högerhänt tennisspelare. Ayala var en av världens 10 bästa tennisspelare i slutet av 1950-talet. Han rankades som bäst på femte plats (1958). Under karriären vann Ayala en titel i en Grand Slam (GS)-turnering (mixed dubbel) och spelade för övrigt två GS-singelfinaler. Han blev professionell spelare 1961.

## Tenniskarriären
Ayla vann 1949 sin första mästerskapstitel i de chilenska juniormästerskapen. Året därpå vann han de Sydamerikanska mästerskapen. Sin förnämsta singeltitel som senior vann han 1959 då han i Italienska grusmästerskapen i Rom finalbesegrade den australiske spelaren och det årets världsetta Neale Fraser (6-3, 3-6, 6-3, 6-3). Dessförinnan hade han i turneringen slagit ut hemmaspelaren Nicola Pietrangeli som några veckor senare vann Franska mästerskapen. Ayala nådde singelfinalen i Italienska mästerskapen också året därpå, en final han förlorade mot amerikanen Barry MacKay. Ayala vann Båstadmästerskapen på grus 1959 och 1960.
1958 nådde Ayala singelfinal i Franska mästerskapen. Han mötte där den australiske spelaren Mervyn Rose som vann med siffrorna 6-3, 6-4, 6-4. Ayala spelade final också 1960, denna gång mot Nicola Pietrangeli som vann med 3-6, 6-3, 6-4, 4-6, 6-3. 
1956 vann han mixed dubbeltiteln i Franska mästerskapen tillsammans med australiskan Thelma Coyne Long. Säsongen före, 1955, hade han tillsammans med australiskan Jennifer Staley förlorat mixed dubbelfinalen i mästerskapen. Han var i mixed dubbelfinal också 1957, då tillsammans med Edda Buding. Paret förlorade den finalen mot Věra Suková/Jiri Javorsky. 
Luis Ayala deltog i det chilenska Davis Cup-laget 1952-57. Han spelade totalt 51 matcher för laget av vilka han vann 37. Han var kapten för det chilenska lag som 1976 förlorade världsfinalen mot Italien. Som DC-spelare besegrade Ayala bland andra italienarna Pietrangeli och Orlando Sirola. Han noterade också segrar över de svenska spelarna Ulf Schmidt, Jan-Erik Lundqvist, Sven Davidson och Lennart Bergelin.  

## Spelaren och personen
Luis Ayala började spela tennis vid 12-års ålder, men tvekade länge mellan den sporten och fotboll. Först när han var 16 år bestämde han sig slutligen för tennis och gick med i en tennisklubb i Santiago. Han utvecklades till en framstående grusspelare.

## Grand Slam-titlar
- Franska mästerskapen
  - Mixed dubbel - 1956